# 韦斯特蓬特

韦斯特蓬特海滩上的鹈鹕

韦斯特蓬特（Westpunt）是荷兰王国在加勒比海构成国库拉索西北海岸的一座城镇，同时也是该岛最西角的名称和聚居地。该岛的最北角瓦塔穆拉位于其东南部2公里。